# Zaira (opera)

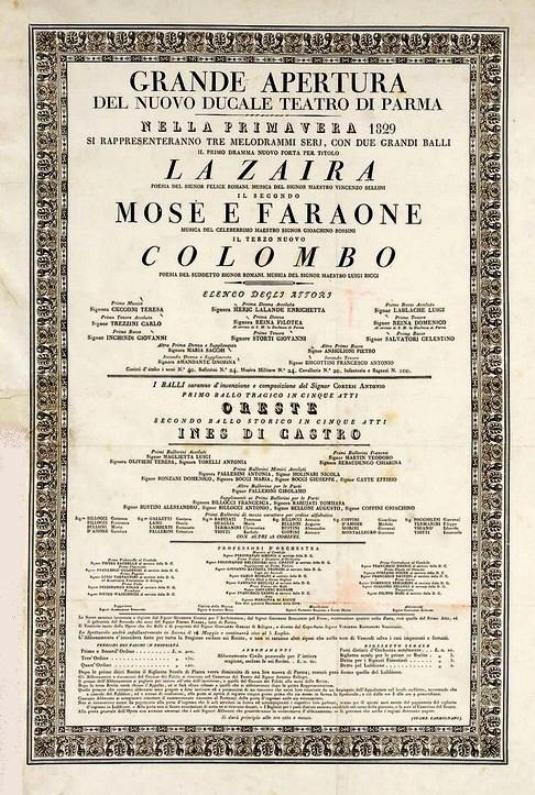
Affisch till premiären 1829.

Zaira är en italiensk opera i två akter med musik av Vincenzo Bellini och libretto av Felice Romani efter Voltaires tragedi Zaïre (1732).

## Historia
Den unge Bellini gjorde stort intryck på samtidens operahus och det var anmärkningsvärt att han med komponerandet av Zaira fick äran att för andra gången inviga en ny teater i Italien. Operan hade premiär den 16 maj 1829 på Nuovo Teatro Ducale i Parma. Men operan fick ett svalt mottagande och det var Bellinis första stora motgång på en hittills strålande karriär. Publiken i Parma var odelat förtjust i Rossinis operor och hade föga till övers för en uppkomling som därtill hade taktlösheten att i librettot påskina att operan var komponerad i en hast. Zaira uppfördes endast åtta gånger i Parm. Förutom en föreställning i Florens 1836 låg operan ospelad ända fram till 1975. Bellini återanvände så gott som all musik i senare operor, mestadels i I Capuleti e i Montecchi.

## Personer
- Zaira, Orosmanes favorit (sopran)
- Orosmane, Sultan av Jerusalem (bas)
- Nerestano, Zairas broder (mezzosopran)
- Corasmino, vesir (tenor)
- Lusignano, Zairas och Nerestanos fader (bas)
- Castiglione (tenor)
- Fatima (sopran)
- Meledor (bas)

## Handling
Zaira är slav sedan barnsben och i fångenskap hos den turkiske sultanen Orosmane. Hon fostras till muslim och är förälskad i sin herre. Hennes fader och broder befinner sig också i sultanens fångenskap och övertalar Zaira att återvända till kristendomen. Operan slutar med Zairas och Orosmanes död.